# Lille sommerfugl
|  | Denne artikel er oprettet af botten Steenthbot ud fra en ekstern database. Den kan derfor have sproglige fejl eller mangler. Denne skabelon kan fjernes efter kontrol af indholdet. |

Lille sommerfugl er en dansk spillefilm fra 2020 instrueret af Søren Kragh-Jacobsen. Den havde dansk biografpremiere i december 2020, men blev pga. nedlukning som følge af Coronaviruspandemien udsat til at gå året efter.

## Handling
Den stædige landmand og svineavler Ernst og hans livsledsager Louise inviterer til guldbryllup i det lokale forsamlingshus med både dansktop musik og svingom. Men familien bærer på flere hemmeligheder, og Ernst gemmer på den største... I løbet af én lang festlig, berusende, overraskende, gribende og vemodig aften pibler sandhederne frem, og familien sættes på den ultimative prøve.

## Medvirkende
- Jesper Christensen, Ernst
- Karen-Lise Mynster, Louise
- Peder Thomas Pedersen, Lasse
- Mia Lyhne, Lis
- Sarah Grünewald, Maja
- Sofus Rønnov, Christian
- Sofie Juul Blinkenberg, Lærke
- Isabel Ligaard, Luna
- Finn Nielsen, Henning
- Kasper D. Gattrup, Theis
- Tina Gylling Mortensen, Ruth
- Jesper Ole Feit Andersen, Alf
- Niels Ellegaard, Mogensen